# 望舒诗稿
《望舒诗稿》，戴望舒的代表性诗集，《雨巷》是该诗集的代表作，被选入中国大陆高中生高一语文课本。
戴望舒的代表性作品有：诗集《望舒诗稿》、《灾难的岁月》。

## 写作和出版
1928年，戴望舒因《雨巷》而得到“雨巷诗人”的称号。
1937年，戴望舒出版了第一部诗集《望舒诗稿》，出版社是上海现代书局，一共收录现代诗63首，这部诗集包括了他早年的《我的记忆》和《望舒草》的全部诗歌，另外还有4首新作品，附录里还有《诗论零札》、《法文诗六首》。

## 内容
《夕阳下》、《凝泪出门》主要抒发人在自然里的“凄凉”之感；《寒风中闻雀声》、《秋天的梦》、《静夜》、《我的素描》主要抒发“忧伤”之感；《流浪人的夜歌》、《游子谣》、《对于天的怀乡病》则抒发了“游子思乡”之感；描写女子的诗歌有《八重子》、《我的恋人》、《梦都子》。

## 传世名句
《雨巷》：“撑着油纸伞，独自彷徨在悠长，悠长又寂寥的雨巷，我希望逢着一个丁香一样地，结着愁怨的姑娘，她有着丁香一样的颜色，丁香一样的芬芳，丁香一样的忧愁，在雨中哀怨，哀怨又彷徨。”

## 主题和风格
戴望舒的这部诗集充分体现了他的诗歌“感伤”的情绪，主要抒发内心的悲哀和寂寞孤独。
戴望舒曾留学法国，他的诗歌风格受到欧洲浪漫主义、早期象征主义和中国唐朝晚期“晚唐诗风”的影响，重视“直觉、象征、暗示”，发掘人的内心世界，又营造意境，风格则是晚唐的“柔美婉约”。

## 评价
叶圣陶：“《雨巷》替新诗的音节开了一个新的纪元。”